# Талимаа, Хейкки
Хейкки Талимаа (эст. Heikki Talimaa; 14 марта 1985, Вильянди) — эстонский футболист, правый защитник.

## Биография
Начал взрослую карьеру в 16-летнем возрасте в клубе «Элва», выступавшем в первой лиге Эстонии. Летом 2002 года был приглашён в «Тулевик» (Вильянди), в его составе сыграл дебютный матч в высшем дивизионе 22 сентября 2002 года против «Левадии» Маарду. За «Тулевик» провёл один матч в сезоне 2002 года и три игры на старте сезона 2003 года, затем почти два года не выступал в соревнованиях высокого уровня. В первой половине 2005 года снова играл за «Элву» в первой лиге, а летом 2005 года вернулся в «Тулевик», где стал игроком стартового состава.
Летом 2006 года перешёл в таллинскую «Флору», выступал за неё полтора сезона, сыграв 25 матчей и забив 2 гола в чемпионате. Автором первого гола стал 24 сентября 2006 года в ворота «Аякса Ласнамяэ». Серебряный (2007) и бронзовый (2006) призёр чемпионата Эстонии. В 2007 году сыграл 2 матча в Кубке УЕФА против норвежской «Волеренги».
В 2008 году снова выступал за «Тулевик», а по окончании сезона завершил профессиональную карьеру. Затем играл за любительские клубы в низших лигах, в том числе в 2012 году ненадолго возвращался в «Тулевик», выступавший тогда в третьем дивизионе.
Всего в высшем дивизионе Эстонии сыграл 78 матчей и забил 2 гола.
Выступал за сборные Эстонии младших возрастов.